# Francesco Saverio Giaj
Francesco Saverio Giaj (Torino, 27 settembre 1729 – Grugliasco, 12 agosto 1801) è stato un compositore italiano.

## Biografia
Francesco Saverio Giaj è stato un compositore italiano, figlio di Giovanni Antonio Giay (1690-1764). Studiò inizialmente a Torino, probabilmente presso il Collegium Puerorum Innocentium del Duomo, sotto la direzione di F.M. Montalto. Tra il 1759 e il 1762 proseguì gli studi, trascorrendo un anno ciascuno a Bologna, con Giovanni Battista Martini (Padre Martini), a Napoli, con Giuseppe de Majo, e a Roma, dove le sue composizioni furono accolte favorevolmente nella cappella papale. Alla morte del padre fu nominato direttore della cappella reale di Torino, come documentato ufficialmente in una lettera del 9 febbraio 1764. Fino al 1798 il suo principale assistente fu il celebre violinista Gaetano Pugnani, insieme al quale partecipò alla vita musicale di corte, dirigendo, tra l'altro, le musiche per le nozze di Clotilde di Francia con Carlo Emanuele IV nel 1775. 
Come il padre, Francesco sembra essersi occupato principalmente della musica sacra di corte, anche se compose un concerto per violino. Mozart, durante la sua visita a Torino nel gennaio 1771 (per assistere all'Annibale in Torino di Paisiello), indicò Giaj come uno dei musicisti che avrebbe voluto incontrare, insieme a Quirino Gasparini, maestro di cappella del Duomo e al violinista e compositore Ignazio Celoniati.

## Composizioni (Selezione)
Concerto da camera in si b maggiore per violino e orchestra; Pastorale a 2 flauti con violini, violoncello e basso continuo; 11 messe, 3 Requiem, 3 Kyrie e Gloria; 1 Kyrie; 2 Gloria; 3 Dies Irae; 2 Dixit Dominus; 2 Confitebor; 3 Beatus Vir; 4 Miserere; 2 Laudate Dominum; 3 Magnificat; 2 Te Deum; 4 Litanie; 26 Lezioni per la settimana santa; Responsori per il Castrum Doloris; numerosi mottetti.

## Pubblicazioni
Francesco Saverio Giay, Composizioni sacre, realizzazione del basso e revisione di Marie-Thérese Bouquet e Gustavo Boyer, Milano, Suvini Zerboni, 1979